# Турнири за световната ранглиста по снукър
Това е списък на професионалните състезания по снукър, които са част от световната ранкинг система.
- Световно първенство 1973/74 – сега
- Шотландско състезание 1982/83 – 1989/90 и 1992/93 – 2003/04
  - Международно първенство Джеймисън 1982/83 – 1984/85
  - Купа Гойа 1985/86
  - Международно първенство BCE 1986/87
  - Международно първенство FUT 1987/88 – 1988/89
  - Международно първенство BCE 1989/90
  - (не се провежда) 1990/91 – 1991/92
  - Международно открито първенство на Sky Sports 1992/93
  - Международно открито първенство 1993/94
  - Международно открито първенство Sweater Shop 1994/95 – 1995/96
  - Международно открито първенство 1996/97
  - Кралско открито първенство на Шотландия 1997/98 – 2002/03
  - Първенство Плейърс на Дейли Рекърдс 2003/04
- Гран При 1982/83 – сега
  - Състезание за професионални играчи 1982/83 – 1983/84
  - Ротманс Гран При 1984/85 – 1992/93
  - Шкода Гран При 1993/94 – 1995/96
  - Гран При 1996/97 – 2000/01
  - Купа LG 2001/02 – 2003/04
  - Тотспорт Гран При 2004/05
  - Гран При 2005/06
- Класик 1983/84 – 1991/92
  - Лада Класик 1983/84
  - Класик 1984/85 – 1991/92
- Британско първенство 1984/85 – сега
- Мастърс Канада 1988/89
- Открито първенство на Европа 1988/89 – 1995/96, 2001/02 – 2003/04
- Открито първенство на Хонг Конг 1989/90
- Дубай Класик 1989/90 – 1994/95
- Тайланд Мастърс 1989/90 – 2001/02
  - Открито първенство на Азия 1989/90 – 1991/92
  - Открито първенство на Тайланд 1993/94 – 1996/97
  - Тайланд Мастърс 1997/98 – 2001/02
- Открито първенство на Уелс 1991/92 – сега
- Открито първенство Strachan 1991/92
- Strachan чалиндж 1992/93
- Първенство на Бенсън Енд Хеджис 1992/93
- други европейски състезания 1995/96 – 1999/00, 2004/05
  - Открито първенство на Германия 1995/96 – 1997/98
  - Открито първенство на Ирландия 1998/99
  - Малта Гран При 1999/00
  - Купа на Малта 2004/05
- Открито първенство на Китай 1995/96 – 2001/02 с изключение на 1997/98, 2004/05
  - Тайланд Класик 1995/96
  - Азия Класик 1996/97
  - Международно първенство в Китай 1998/99 – 1999/00
  - Открито първенство на Китай 2000/01 – 2001/02, 2004/05
- Мастърс Ирландия 2002/03 – сега
- Първенство на Бахрейн 2008/09 – сега